# Star Wars: Skeleton Crew
Star Wars: Skeleton Crew ist eine US-amerikanische Coming-Of-Age-Abenteuerserie von Jon Watts. Die Serie ist Teil des Star-Wars-Universums von George Lucas und ist zeitlich etwa neun Jahre nach der Schlacht von Yavin IV zwischen den Ereignissen der Filme Die Rückkehr der Jedi-Ritter (1983) und Star Wars: Das Erwachen der Macht (2015) angesiedelt. In den USA startete die Serie am 2. Dezember 2024, in Deutschland einen Tag später auf dem Streamingdienst Disney+. 
In den Hauptrollen sind Jude Law als Jod Na Nawood, sowie die Kinderdarsteller Ravi Cabot-Conyers als Wim, Ryan Kiera Armstrong als Fern, Robert Timothy Smith als Neel und Kyriana Kratter als KB zu sehen.

## Handlung
Die Serie handelt von dem jungen Wim und seinen Freunden Neel, Fern und KB, die einige Jahre nach dem Sturz des Galaktischen Imperiums einen eintönigen Alltag auf ihrem Heimatplaneten At Attin verleben. Als die Freunde jedoch ein verborgenes Piratenschiff finden und mit diesem unfreiwillig hinaus in die ihnen unbekannte Galaxis geflogen werden, wo ihre Heimat nur als Legende bekannt ist, und in einem Hafen für Piraten auf den geheimnisvollen Jod Na Nawood treffen, beginnt für die Kinder ein großes Abenteuer.

## Besetzung und Synchronisation
Als Jod Na Nawood ist erstmals der britische Schauspieler Jude Law in einem Star-Wars-Medium zu sehen, der neben Ravi Cabot-Conyers als Wim, Robert Timothy Smith als Neel, Ryan Kiera-Armstrong als Fern und Kyriana Kratter als KB auftritt. Smith verkörpert gemeinsam mit Kacie Borrowman die außerirdische elefantenähnliche Spezies mit einem animatronischen Kopf in Kombination mit Motion-Capture und einer kostümierten Darstellung am Set. Bis auf Ryan Kiera Armstrong, die bereits in mehreren Produktionen wie z. B. der Serie American Horror Story mitgewirkt hatte, boten die Kinderdarsteller allesamt ihr Schauspiel-Debüt in der Serie. Weitere Rollen übernehmen Nick Frost als Droide SM-33, Tunde Adebimpe als Wims Vater Wendle, Kerry Condon als Ferns Mutter und Ministerialdirektorin von At Attin, Jaleel White, der vor allem durch seine Darbietung als Steve Urkel in der Serie Alle unter einem Dach bekannt wurde, als Pirat Gunter, sowie Fred Tatasciore als Piratenkapitän Brutus. Marti Martulis verkörpert den Piraten Vane, den er als wiederkehrende Figur bereits in der dritten Staffel von The Mandalorian darstellte.
Die deutschsprachige Synchronisation entstand bei FFS Film- & Fernseh-Synchron in Berlin nach den Dialogbüchern von Laura Johae und unter der Dialogregie von Marcel Collé.
| Rollenname                           | Schauspieler                         | Bild | Hauptrolle (Episoden) | Nebenrolle (Episoden)       | Gastrolle (Episoden) | Deutsche Synchronstimme  |
| ------------------------------------ | ------------------------------------ | ---- | --------------------- | --------------------------- | -------------------- | ------------------------ |
| Jod Na Nawood „Crimson Jack“ / Silvo | Jude Law                             |      | 1.01–                 |                             |                      | Florian Halm             |
| Wim                                  | Ravi Cabot-Conyers                   |      | 1.01–                 |                             |                      | Josef Friedrich Litten   |
| Fern                                 | Ryan Kiera Armstrong                 |      | 1.01–                 |                             |                      | Rosa Liese               |
| KB                                   | Kyriana Kratter                      |      | 1.01–                 |                             |                      | Pola von Saucken         |
| Neel                                 | Robert Timothy Smith Kacie Borrowman |      | 1.01–                 |                             |                      | Anton Alexander Hoffmann |
| SM-33                                | Nick Frost (Stimme) Stephen Oyoung   |      | 1.02–                 |                             |                      | Olaf Reichmann           |
| Wendle                               | Tunde Adebimpe                       |      |                       | 1.01–1.03, 1.05, 1.07–1.08  |                      | Johannes Raspe           |
| Fara                                 | Kerry Condon                         |      |                       | 1.01, 1.03, 1.05, 1.07–1.08 |                      | Britta Steffenhagen      |
| Kh'ymm                               | Alia Shawkat (Stimme)                |      |                       | 1.03, 1.08                  |                      | Frauke Poolman           |
| Hayna                                | Hala Finley                          |      |                       | 1.04                        |                      | Aurelia van Cauwelaert   |
| General Strix                        | Mathieu Kassovitz                    |      |                       | 1.04                        |                      | Stephan Rabow            |
| Pokkit                               | Kelly Macdonald                      |      |                       | 1.05–1.06                   |                      | Magdalena Helmig         |
| Gunter                               | Jaleel White                         |      |                       |                             | 1.01–1.03, 1.05–1.08 | Tobias Nath              |
| Captain Brutus                       | Fred Tatasciore (Stimme)             |      |                       |                             | 1.01–1.03, 1.05–1.07 | Milton Welsh             |
| Vane                                 | Marti Matulis                        |      |                       |                             | 1.01–1.02, 1.06–1.08 | Robert Glatzeder         |
| Benjar Pranic                        | Alfred Molina (Stimme)               |      |                       |                             | 1.03                 | Romanus Fuhrmann         |
| Hotelier                             | Julie Ann Emery                      |      |                       |                             | 1.05–1.06            | Anne Düe                 |
| Chaelt                               | Dale Soules                          |      |                       |                             | 1.06–1.08            | Judith Steinhäuser       |
| Supervisor                           | Stephen Fry (Stimme)                 |      |                       |                             | 1.07–1.08            | Joachim Kaps             |

## Einordnung in dasStar-Wars-Universum
Chronologie
Skeleton Crew spielt zeitlich etwa fünf Jahre nach den Geschehnissen aus Die Rückkehr der Jedi-Ritter, der sechsten von insgesamt neun Episoden der Skywalker-Saga, bzw. den Star-Wars-Hauptfilmen. Die Serie spielt zudem nach der dritten Staffel von The Mandalorian, was besonders an der Figur des Piraten Vane ersichtlich wird, der dort ebenfalls in mehreren Folgen vorkommt.

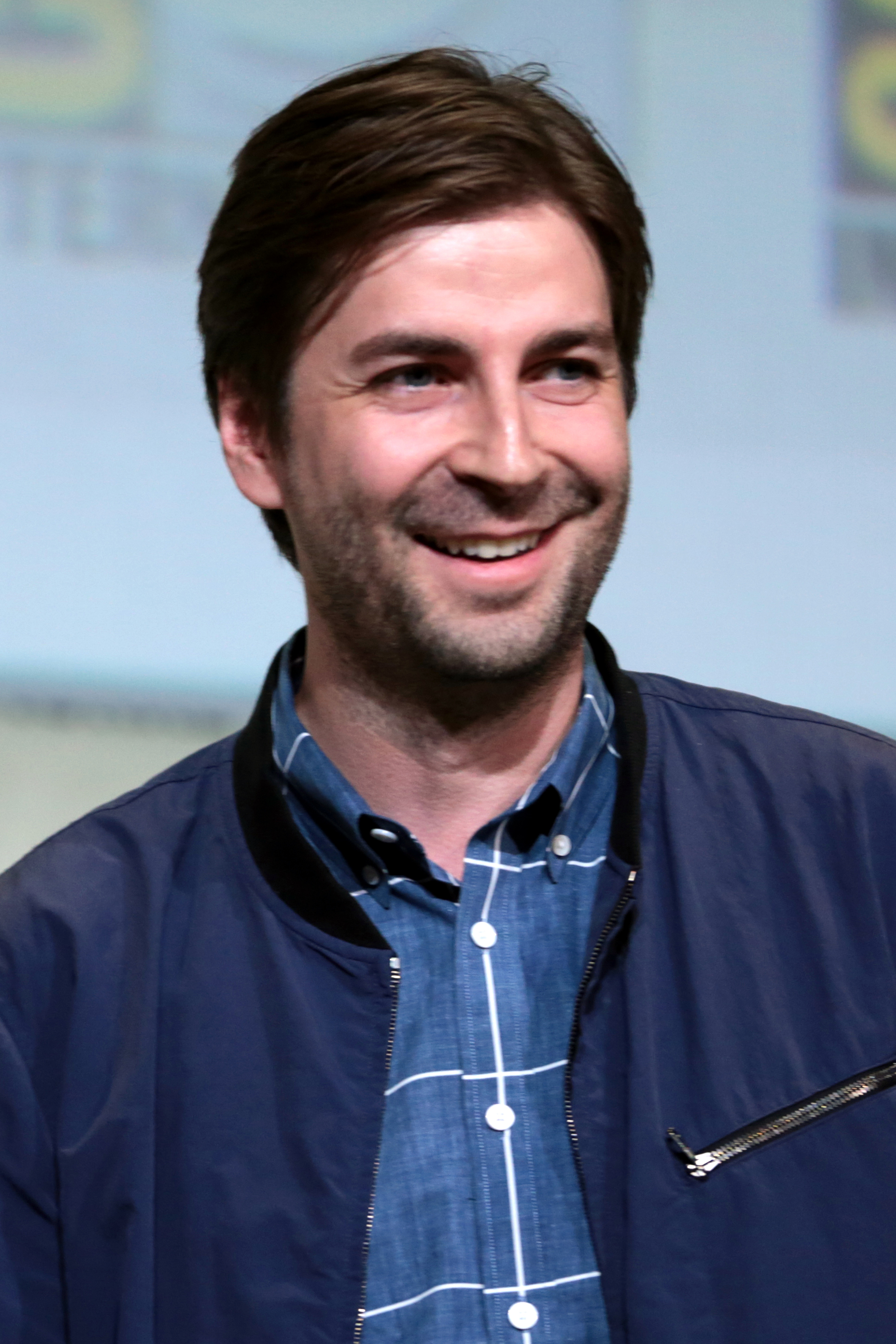
Showrunner Jon Watts, 2016

Zeitleiste der Filme und Serien im Star-Wars-Universum
| Die dunkle Bedrohung |                                   |                   |                                    |                   |                                   |                   |                         | I             |                                |               |                          |               |                          |                          |                          |                          |                          |                          |                          |                         |                         |                         |                         |                         |                         |                         |                         |                   |                   |                   |                         |                         |                         |                         |
| Angriff der Klonkrieger |                                   |                   |                                    |                   |                                   |                   |                         |               |                                | II            |                          |               |                          |                          |                          |                          |                          |                          |                          |                         |                         |                         |                         |                         |                         |                         |                         |                   |                   |                   |                         |                         |                         |                         |
| Die Rache der Sith |                                   |                   |                                    |                   |                                   |                   |                         |               |                                |               |                          | III           |                          |                          |                          |                          |                          |                          |                          |                         |                         |                         |                         |                         |                         |                         |                         |                   |                   |                   |                         |                         |                         |                         |
| Krieg der Sterne |                                   |                   |                                    |                   |                                   |                   |                         |               |                                |               |                          |               |                          |                          |                          |                          |                          |                          |                          |                         |                         | IV                      | IV                      |                         |                         |                         |                         |                   |                   |                   |                         |                         |                         |                         |
| Das Imperium schlägt zurück |                                   |                   |                                    |                   |                                   |                   |                         |               |                                |               |                          |               |                          |                          |                          |                          |                          |                          |                          |                         |                         |                         |                         |                         | V                       |                         |                         |                   |                   |                   |                         |                         |                         |                         |
| Die Rückkehr der Jedi-Ritter |                                   |                   |                                    |                   |                                   |                   |                         |               |                                |               |                          |               |                          |                          |                          |                          |                          |                          |                          |                         |                         |                         |                         |                         |                         | VI                      |                         |                   |                   |                   |                         |                         |                         |                         |
| Das Erwachen der Macht |                                   |                   |                                    |                   |                                   |                   |                         |               |                                |               |                          |               |                          |                          |                          |                          |                          |                          |                          |                         |                         |                         |                         |                         |                         |                         |                         |                   |                   |                   |                         | VII                     |                         |                         |
| Die letzten Jedi |                                   |                   |                                    |                   |                                   |                   |                         |               |                                |               |                          |               |                          |                          |                          |                          |                          |                          |                          |                         |                         |                         |                         |                         |                         |                         |                         |                   |                   |                   |                         |                         | VIII                    |                         |
| Der Aufstieg Skywalkers |                                   |                   |                                    |                   |                                   |                   |                         |               |                                |               |                          |               |                          |                          |                          |                          |                          |                          |                          |                         |                         |                         |                         |                         |                         |                         |                         |                   |                   |                   |                         |                         |                         | IX                      |
| Rogue One |                                   |                   |                                    |                   |                                   |                   |                         |               |                                |               |                          |               |                          |                          | a)                       |                          |                          |                          |                          |                         | R1                      |                         |                         |                         |                         |                         |                         |                   |                   |                   |                         |                         |                         |                         |
| Solo |                                   |                   |                                    |                   |                                   |                   |                         |               |                                |               |                          |               |                          |                          | a)                       |                          | S                        |                          |                          |                         |                         |                         |                         |                         |                         |                         |                         |                   |                   |                   |                         |                         |                         |                         |
| Die Abenteuer der jungen Jedi | YJA                               |                   |                                    |                   |                                   |                   |                         |               |                                |               |                          |               |                          |                          |                          |                          |                          |                          |                          |                         |                         |                         |                         |                         |                         |                         |                         |                   |                   |                   |                         |                         |                         |                         |
| The Clone Wars (+ Kinofilm) |                                   |                   |                                    |                   |                                   |                   |                         |               |                                | TCW           | TCW                      | TCW           |                          |                          |                          |                          |                          |                          |                          |                         |                         |                         |                         |                         |                         |                         |                         |                   |                   |                   |                         |                         |                         |                         |
| The Bad Batch |                                   |                   |                                    |                   |                                   |                   |                         |               |                                |               |                          | TBB           | TBB                      |                          |                          |                          |                          |                          |                          |                         |                         |                         |                         |                         |                         |                         |                         |                   |                   |                   |                         |                         |                         |                         |
| Rebels |                                   |                   |                                    |                   |                                   |                   |                         |               |                                |               |                          |               |                          |                          |                          |                          |                          |                          |                          | Rebels                  | Rebels                  |                         |                         |                         |                         |                         | b)                      |                   |                   |                   |                         |                         |                         |                         |
| Resistance |                                   |                   |                                    |                   |                                   |                   |                         |               |                                |               |                          |               |                          |                          |                          |                          |                          |                          |                          |                         |                         |                         |                         |                         |                         |                         |                         |                   |                   |                   | Resistance              | Resistance              | Resistance              | Resistance              |
| The Acolyte |                                   |                   | c)                                 |                   | TA                                |                   |                         |               |                                |               |                          |               |                          |                          |                          |                          |                          |                          |                          |                         |                         |                         |                         |                         |                         |                         |                         |                   |                   |                   |                         |                         |                         |                         |
| Obi-Wan-Kenobi |                                   |                   |                                    |                   |                                   |                   |                         |               |                                |               |                          |               |                          |                          |                          |                          |                          | K                        |                          |                         |                         |                         |                         |                         |                         |                         |                         |                   |                   |                   |                         |                         |                         |                         |
| Andor |                                   |                   |                                    |                   |                                   |                   |                         |               |                                |               |                          |               |                          |                          |                          |                          |                          |                          |                          | Andor                   | Andor                   |                         |                         |                         |                         |                         |                         |                   |                   |                   |                         |                         |                         |                         |
| The Mandalorian |                                   |                   |                                    |                   |                                   |                   |                         |               |                                |               |                          |               |                          |                          |                          |                          |                          |                          |                          |                         |                         |                         |                         |                         |                         |                         |                         |                   | M                 |                   |                         |                         |                         |                         |
| Das Buch von Boba Fett |                                   |                   |                                    |                   |                                   |                   |                         |               |                                |               |                          |               |                          |                          |                          |                          |                          |                          |                          |                         |                         |                         |                         |                         |                         | c)                      | c)                      |                   | BF                |                   |                         |                         |                         |                         |
| Ahsoka |                                   |                   |                                    |                   |                                   |                   |                         |               |                                |               |                          |               |                          |                          |                          |                          |                          |                          |                          |                         |                         |                         |                         |                         |                         |                         |                         |                   | A                 |                   |                         |                         |                         |                         |
| Skeleton Crew |                                   |                   |                                    |                   |                                   |                   |                         |               |                                |               |                          |               |                          |                          |                          |                          |                          |                          |                          |                         |                         |                         |                         |                         |                         |                         |                         |                   | SC                |                   |                         |                         |                         |                         |
| Ära | Die Hohe Republik                 | Die Hohe Republik | Die Hohe Republik                  | Die Hohe Republik | Die Hohe Republik                 | Die Hohe Republik | Fall der Jedi           | Fall der Jedi | Fall der Jedi                  | Fall der Jedi | Fall der Jedi            | Fall der Jedi | Herrschaft des Imperiums | Herrschaft des Imperiums | Herrschaft des Imperiums | Herrschaft des Imperiums | Herrschaft des Imperiums | Herrschaft des Imperiums | Herrschaft des Imperiums | Zeitalter der Rebellion | Zeitalter der Rebellion | Zeitalter der Rebellion | Zeitalter der Rebellion | Zeitalter der Rebellion | Zeitalter der Rebellion | Zeitalter der Rebellion | Zeitalter der Rebellion | Die Neue Republik | Die Neue Republik | Die Neue Republik | Aufstieg der 1. Ordnung | Aufstieg der 1. Ordnung | Aufstieg der 1. Ordnung | Aufstieg der 1. Ordnung |
| \| \| Prequel-Trilogie (Episoden I–III) \| \| Original-Trilogie (Episoden IV–VI) \| \| Sequel-Trilogie (Episoden VII–IX) \| \| A-Star-Wars-Story-Filme \| \| (kanonische) Animations-Serien \| \| (kanonische) Real-Serien \| |                                   |                   |                                    |                   |                                   |                   |                         |               |                                |               |                          |               |                          |                          |                          |                          |                          |                          |                          |                         |                         |                         |                         |                         |                         |                         |                         |                   |                   |                   |                         |                         |                         |                         |
| Die Folgen der Serien Die Mächte des Schicksals und Geschichten der Jedi spielen jeweils zu unterschiedlichen Zeitpunkten, sodass eine Auflistung in der Tabelle nicht sinnvoll möglich ist. Ebenfalls nicht aufgelistet sind Miniserien, Kurzgeschichten, Comics, Bücher und andere Begleitwerke des offiziellen Star-Wars-Kanons sowie der Themenpark Star Wars: Galaxy’s Edge (zwischen VIII und IX). Zur schematischen Einordnung der Handlungen wird die fiktive Zeitrechnung des Star-Wars-Universums verwendet. Diese unterscheidet zwischen den Jahren vor der Schlacht von Yavin (VSY) und nach der Schlacht von Yavin (NSY). Die Schlacht von Yavin IV bildet das Ende von Krieg der Sterne (1977), bei dem Luke Skywalker und die Rebellenallianz den ersten Todesstern zerstören. |                                   |                   |                                    |                   |                                   |                   |                         |               |                                |               |                          |               |                          |                          |                          |                          |                          |                          |                          |                         |                         |                         |                         |                         |                         |                         |                         |                   |                   |                   |                         |                         |                         |                         |
| a) Prolog, b) Epilog, c) Rückblenden |                                   |                   |                                    |                   |                                   |                   |                         |               |                                |               |                          |               |                          |                          |                          |                          |                          |                          |                          |                         |                         |                         |                         |                         |                         |                         |                         |                   |                   |                   |                         |                         |                         |                         |
| | Prequel-Trilogie (Episoden I–III) |                   | Original-Trilogie (Episoden IV–VI) |                   | Sequel-Trilogie (Episoden VII–IX) |                   | A-Star-Wars-Story-Filme |               | (kanonische) Animations-Serien |               | (kanonische) Real-Serien |               |                          |                          |                          |                          |                          |                          |                          |                         |                         |                         |                         |                         |                         |                         |                         |                   |                   |                   |                         |                         |                         |                         |

## Produktion

### Hintergrund und Entstehung
Bereits Mitte Mai 2022 wurde von der US-amerikanischen Zeitschrift Vanity Fair berichtet, dass eine neue Star-Wars-Serie unter der Regie von Jon Watts in Arbeit sei. Watts hatte die Idee für die Serie und soll Lucasfilm das Projekt bereits 2017 nach dem Erscheinen seines Films Spider-Man: Homecoming (2017) mit der Prämisse „eine Gruppe von Kindern, die nicht wissen, dass sie Teil der Star-Wars-Galaxis sind, verirren sich in dieser und versuchen einen Weg zurück nach Hause zu finden“ vorgestellt haben. Das Drehbuch schrieb Christopher Ford, der mit Watts bereits an dessen Spider-Man-Trilogie zusammengearbeitet hatte. Am Drehbuch beteiligte sich zudem Myung Joh Wesner.
Zunächst war das Projekt als Film geplant, ehe nach dem Erscheinen der ersten Staffel von The Mandalorian und der Etablierung des Streaminganbieters Disney+ im Jahr 2019 schließlich entschieden wurde, Star Wars: Skeleton Crew nun doch als Fernsehserie zu konzipieren. Im Februar 2022 begannen die ersten Castingaufrufe für die Serie, bei der man vor allem vier Kinderdarsteller suchte. Im April 2023 wurden schließlich mit Ravi Cabot-Conyers, Kyriana Kratter, Robert Timothy Smith und Ryan Kiera Armstrong die Hauptrollen besetzt.
Auf der Star Wars Celebration in Anaheim wurde die Serie schließlich im Mai 2022 offiziell angekündigt sowie Jude Law als führendes Cast-Mitglied vorgestellt. Der Stil der Serie wurde u. a. mit Abenteuerfilmen wie Jäger des verlorenen Schatzes (1981) oder Filmen des Produktionsstudios Amblin Entertainment der 80er-Jahre, welches u. a. die Abenteuerfilme E.T. – Der Außerirdische (1982) und Die Goonies (1985) von Steven Spielberg sowie Zurück in die Zukunft (1985) produzierte, verglichen. Das Kinomagazin Cinelinx nannte die Serie auch „Stranger Things im Weltraum“. Drehbuchautor Ford betonte zudem, dass die Serie trotz ihrer Kinderdarsteller im Fokus für ihn keine reine Kinderserie, sondern einfach eine Serie über Kinder die ein Abenteuer erleben, sei.
Im Rahmen der Star Wars Celebration 2023 in London wurden erstmals die verschiedenen Regisseure der insgesamt acht Episoden vorgestellt. Neben Watts selbst bestätigte man unter anderem Lee Isaac Chung und Bryce Dallas Howard, welche zuvor bereits an The Mandalorian mitgearbeitet hatten. Als Neuzugänge wurden als Regisseure Jake Schreier, David Lowery, bekannt für seinen Film The Green Knight (2021), sowie Daniel Kwan und Daniel Scheinert für einzelne Episoden verpflichtet. Letztere erhielten für ihren Film Everything Everywhere All at Once (2022) zwei Academy-Awards. Als ausführende Produzenten von Star Wars: Skeleton Crew arbeiteten an der Serie neben Watts und Christopher Ford des Weiteren Colin Wilson, Kathleen Kennedy, sowie Dave Filoni und Jon Favreau, die bereits mehrere Star-Wars-Serien produzierten, an der Serie. Favreau beteiligte sich als Partner von Lucasfilm mit seiner Produktionsfirma Golem Creations an der Produktion.

### Musik
Im November 2024 wurde bekannt gegeben, dass der US-amerikanische Komponist Mick Giaccino die Musik für Star Wars Skeleton Crew übernehmen werde, nachdem sein Vater Michael Giaccino bereits die Musik für Rogue One: A Star Wars Story (2016) gemacht hatte. Im Trailer zur Serie, der im November 2024 veröffentlicht wurde, wurde eine abgewandelte Version von Major Tom (völlig losgelöst) des deutschen Musikers Peter Schilling, umgedichtet in der fiktiven Sprache Huttisch mit dem Titel Bunky Dunko gespielt. Ein Lyrik-Video wurde kurz nach dem Serienstart auf dem offiziellen Star-Wars-YouTube Kanal veröffentlicht.

### Dreharbeiten und Postproduktion
Die Dreharbeiten fanden ab September 2022 unter dem Arbeitstitel Grammar Rodeo als Anlehnung an die Serienepisode Die Reise nach Knoxville von Die Simpsons in Los Angeles County statt; in besagter Folge stehlen Bart Simpson und seine Freunde ein Auto, mit dem sie eine Woche lang weg von zu Hause unterwegs sind. Am 22. Januar 2023 wurden die Dreharbeiten abgeschlossen. Während der Produktion wurde wie bei The Mandalorian oder Obi-Wan Kenobi erneut die StageCraft-Technologie, sowie der Einsatz von Matte Painting und Stop-Motion unter der Leitung von Phil Tippett genutzt.
Als Cutter fungierten in der Postproduktion Andrew S. Eisen, der bereits an The Mandalorian und Das Buch von Boba Fett gearbeitet hatte, sowie Terel Gibson und Katheryn Naranjo. Die visuellen Effekte übernahm, wie für Star-Wars-Projekte üblich, Industrial Light & Magic, sowie einige weitere kleinere Studios.

## Episodenliste
Ursprünglich wurde Star Wars: Skeleton Crew für das Jahr 2023 angekündigt, ehe man den US-Start schließlich auf den 3. Dezember 2024 verschob. Erstes Bewegtbildmaterial der Serie wurde exklusiv dem Publikum auf der Star Wars Celebration 2023 in London vorgeführt, ehe im August 2024 ein erster kurzer Trailer veröffentlicht wurde; im November 2024 folgte ein weiterer. Etwa eine Woche vor der Premiere der ersten beiden Folgen wurde der Starttermin nochmals um einen Tag nach vorne geschoben.
Star Wars: Skeleton Crew startete ab dem 3. Dezember 2024 mit zwei Episoden auf Disney+, ehe danach im wöchentlichen Rhythmus je eine Episode veröffentlicht wird. Mit dem Staffelfinale am 15. Januar 2025 wurde die erste und vorerst abschließende Staffel beendet.
| Nr. (ges.) | Nr. (St.) | Deutscher Titel                                          | Originaltitel                               | Erstveröffentlichung USA | Deutschsprachige Erstveröffentlichung (D/A/CH) | Regie                            | Drehbuch                     |
| --- | --------- | -------------------------------------------------------- | ------------------------------------------- | ------------------------ | ---------------------------------------------- | -------------------------------- | ---------------------------- |
| 1 | 1         | Das kann ein richtiges Abenteuer werden                  | This Could Be a Real Adventure              | 2. Dez. 2024             | 3. Dez. 2024                                   | Jon Watts                        | Christopher Ford & Jon Watts |
| In einem Prolog wird der mysteriöse Piratenkapitän Silvo nach einem misslungenen Raubzug Opfer einer Meuterei. Anschließend führt die Handlung auf den Planeten At Attin, wo in einer urbanen Gegend der junge Wim zu Hause mit seinem Vater Wendle lebt, der jedoch durch seine Arbeit nur wenig Zeit für ihn hat. Gemeinsam mit seinem besten Freund Neel besucht er die städtische Schule, in der Wim eine wichtige Prüfung bevorsteht, die für seine spätere Berufswahl entscheidend ist. Als er am Morgen der Prüfung die Bahn verpasst, entschließt er sich, mit seinem Hoverbike zur Schule zu fahren, wobei er vom Weg abkommt und versehentlich in einer Grube im an die Siedlung angrenzenden Wald landet. Bei dem Versuch aus der Grube zu klettern, entdeckt Wim ein unter der Erde liegendes Tor, das er durch das Lesen vieler historischer Aufzeichnungen zunächst für den Eingang eines alten Jedi-Tempels hält. Ein von der Schule geschickter Droide hält ihn jedoch auf, ehe er weitere Forschungen anstellen kann. Wim darf die verpasste Prüfung zwar wiederholen, wird aber von dem verärgerten Wendle dazu verdonnert, sofort mit dem Lernen zu beginnen. Entgegen dieser Anweisung begibt Wim sich gemeinsam mit Neel zu seinem Fund zurück, wo sie jedoch die Mädchen Fern und KB treffen, die von seiner Entdeckung Wind bekommen haben und diese nun für sich beanspruchen. Mehr oder weniger unfreiwillig können die Kinder das Tor öffnen und ins Innere gelangen, wo sie entdecken, dass es sich um ein verlassenes Raumschiff handelt. Versehentlich sorgt Wim dafür, dass das Schiff startet und At Attin mit einem Sprung in den Hyperraum verlässt. |           |                                                          |                                             |                          |                                                |                                  |                              |
| 2 | 2         | Weit hinter der Barriere                                 | Way, Way Out Past the Barrier               | 2. Dez. 2024             | 3. Dez. 2024                                   | David Lowery                     | Christopher Ford & Jon Watts |
| An Bord der Onyx Cinder finden und aktivieren die Kinder den abgeschalteten Droiden SM-33, der als rechte Hand des ehemaligen Schiffskapitäns fungierte, der sie jedoch auch nicht zurückfliegen kann, da er über keinerlei brauchbare Koordinaten verfügt. Fern überzeugt den Droiden, dass sie der neue Kapitän des Schiffs sei, woraufhin SM-33 die Kinder zum Piratenhafen Port Borgo bringt; dort mischen Wim, Neel, KB und Fern sich unter die gesetzlosen Gestalten. Wim erfährt zufällig, als er sich mit Neel etwas zu essen kauft, dass sein Geld von den Fremden als besonders wertvoll und selten angesehen wird und auch At Attin dort nur als Mythos eines verborgenen Planeten, der einen Schatz verberge, bekannt ist. Auf dem Markt geraten die Kinder an Kapitän Brutus und seine Männer, die sie gefangen nehmen und in die Zelle einer Brig sperren. Dort treffen sie auf den geheimnisvollen Jod Na Nawood, der sich den Kindern vorstellt und mithilfe der Macht die Zellenschlüssel zu sich holt. |           |                                                          |                                             |                          |                                                |                                  |                              |
| 3 | 3         | Ein äußerst interessantes Astrogationsproblem            | Very Interesting, As An Astrogation Problem | 10. Dez. 2024            | 11. Dez. 2024                                  | David Lowery                     | Christopher Ford & Jon Watts |
| Mithilfe von Jod Na Nawood gelingt den Kindern die Flucht aus der Brig, den sie zurück auf der Onyx Cinder erneut losschicken, um den zuvor von den Piraten außer Gefecht gesetzten SM-33 zurückzuholen. Bei diesem Unterfangen trifft Jod auf einen alten bekannten Piraten, wobei klar wird, dass es sich bei dem der Meuterei zum Opfer gefallenen Silvo um Jod selbst handelte. Obwohl Fern Jod nicht traut, gelingt ihnen schließlich die Flucht von Port Borgo. Auf At Attin werden unterdes die Eltern der Kinder darüber unterrichtet, was mit ihren Kindern geschehen ist; Hilfe bei der Suche wird ihnen jedoch seitens der Administration des Planeten verweigert. Jod und die Kinder treffen bei dessen alter Freundin Kh'ymm, einer eulenartigen Kreatur ein, die sich auf Sternenkarten spezialisiert hat, der Jod jedoch auch nicht sein volles Vertrauen schenkt. In der Hoffnung, von ihr die Route nach At Attin zu erfahren, erfahren Jod und die Kinder, dass At Attin zu einer Reihe von Sternen gehört, die sich durch eine Barriere von anderen Planeten abschirmen. Schließlich werden sie jedoch von Kh'ymm an Behörden der Neuen Republik, die auf der Suche nach Jod sind, den sie als Crimson Jack kennt, verraten und müssen fliehen. Bei ihrer Flucht gibt Jod zu, in Wahrheit, anders als zunächst von Wim angenommen, kein Jedi zu sein. Trotzdem beschließen Jod und die Kinder, von nun an zusammenzuarbeiten, um nach At Attin zu gelangen. |           |                                                          |                                             |                          |                                                |                                  |                              |
| 4 | 4         | Ich kann nicht sagen, dass ich mich an At Attin erinnere | Can't Say I Remember No At Attin            | 17. Dez. 2024            | 18. Dez. 2024                                  | Daniel Kwan und Daniel Scheinert | Christopher Ford & Jon Watts |
| Mit den Unterlagen, die sie von Kh'ymm bekommen haben, erreichen die Kinder und Jod vermeintlich At Attin, wo sie jedoch schnell feststellen müssen, dass es sich bei diesem Ort um eine identitische Version ihres Heimatplaneten handelt, die jedoch einem verlassenen Kriegsschauplatz ähnelt. Bei ihrer Erkundung erfahren sie, dass sie sich auf At Attins Schwesterplanet At Achrann befinden. Die Kinder treffen auf die Krieger der Troiks, die berichten, dass sie sich in einem Krieg gegen die Hattans befinden, die ihre Eopie-Reittiere gestohlen haben. Schnell erkennen Wim, Neel und die anderen, dass bei den Troiks Kinder wie Erwachsene behandelt werden und somit auch in den Wehrdienst geschickt werden oder sich selbst um Nahrung kümmern müssen. Neel zeigt den Troiks einen anderen Ansatz, ehe der Konflikt beigelegt wird, da Jod und SM-33 die geklauten Eopies zurückgekauft haben. Als sie die Suche nach den Koordinaten nach At Attin wieder aufnehmen, entdecken sie dass in einer Halle mehrere Säulen, die Koordinaten zu anderen ähnlichen Planeten enthalten; die ihres Heimatplaneten aber unlesbar durchgestrichen sind. SM-33 gibt sich als der Verantwortliche dafür zu erkennen und berichtet, dass er dies unter seinem ehemaligen Kapitän tat, der ihm befahl, sämtliche Erinnerungen an das Mysterium At Attin zu leugnen. Fern, die nach wie vor von SM-33 als Kapitän angesehen wird, gelingt es, dem Droiden auf ihren Befehl hin die unterdrückten Erinnerungen zu entlocken und die Kinder und Jod erfahren, dass der alte Kapitän des Droiden auf At Attin einen Schatz versteckte. Als SM-33 auf programmierten Befehl des alten Kapitäns die Kinder angreift, schaltet Jod ihn ab, ehe Neel in Ohnmacht fällt, nachdem er den Droiden ablenken konnte. |           |                                                          |                                             |                          |                                                |                                  |                              |
| 5 | 5         | Ihr habt noch viel über Piraten zu lernen                | You Have a Lot to Learn About Pirates       | 24. Dez. 2024            | 25. Dez. 2024                                  | Jake Schreier                    | Myung Joh Wesner             |
| Auf At Attin werden die Eltern der Kinder von den Droiden der Administration davon abgehalten, eine Nachricht in die Galaxis zu schicken, die die Barriere des Planeten durchdringt. Währenddessen können Jod und die Kinder SM-33 durch eine Umprogrammierung wieder zur Vernunft bringen, wobei dieser verrät, dass er einst unter dem legendären Piraten-Kapitän Tak Rennod auf der Onyx Cinder diente, der einen Schatz auf At Attin versteckte. Um Hinweise auf das Versteck und somit den Rückweg nach At Attin zu finden, fliegt SM-33 die Crew auf den Planeten Lanupa, wo Rennod einst eine Basis unterhielt; Lanupa ist inzwischen aber zu einem Luxusresort und Wellness-Oase umgewandelt worden. Die Kinder verkleiden sich und werden von Jod als altehrwürdige Weisen vorgestellt, da das Resort Kindern untersagt ist. Jod kann durch Bestechung der Angestellten ein Luxus-Appartement mieten, um dort den Plan in Ruhe zu besprechen, wobei er jedoch von der Kopfgeldjägerin Pokkit, einer alten Bekannten von Jod, entdeckt und an Kapitän Brutus verraten wird. Auf der Flucht vor Brutus’ Männern dringen die Kinder und Jod unterirdisch in eine verborgene Höhle vor, wo sie das von Fallen und Hindernissen gespickte Versteck erreichen, wo gleichzeitig viele erbeutete Reichtümer und Gegenstände von Rennod lagern. Dort finden sie die gesuchten Koordinaten nach At Attin und erfahren in einer alten holografischen Aufzeichnung des Kapitäns, dass es sich bei Rennods Schatz um eine Prägestätte handelt, in der beliebig viel Geld hergestellt werden kann. Plötzlich wendet Jod sich gegen die Kinder und zieht auch SM-33 auf seine Seite, als er Fern zwingt, ihm den Rang des neuen Kapitäns zuzusprechen, damit der Droide fortan Jod gehorcht. Die Kinder schaffen es aber durch Wim, durch eine Luke im Boden zu entkommen. Jod nimmt ein altes Lichtschwert aus Rennods Sammlung von Reichtümern an sich und nimmt die Verfolgung auf. |           |                                                          |                                             |                          |                                                |                                  |                              |
| 6 | 6         | Wieder keine Freunde                                     | Zero Friends Again                          | 31. Dez. 2024            | 1. Jan. 2025                                   | Bryce Dallas Howard              | Myung Joh Wesner             |
| Jod und SM-33 geraten in die Gefangenschaft von Kapitän Brutus, der sie exekutieren lassen möchte. Mit seinem Wissen über At Attins Standort und den Schatz von Tak Rennod kann Jod den Piraten und seine Mannschaft jedoch davon zu überzeugen, ihn freizulassen und ihm zu erlauben, bei der Suche nach dem Schatz zu helfen. Unterdes sind die Kinder auf Lanupa dem Versteck von Rennod entkommen und versuchen zurück zur Onyx Cinder zu gelangen. Dabei trennen sie sich, um sich das Schiff zu holen, indem Fern und Neel den Berg zur Landeplattform erklimmen, während Wim und KB den Weg außenherum nehmen. Auf ihrem Weg erleiden KBs kybernetische Implantate im Kopf, die sie, wie man erfährt, seit einem Unfall am Leben halten, eine Fehlfunktion durch die Kälte des Planeten, woraufhin Wim dazu gezwungen ist, diese mithilfe von KBs Anweisungen zur reparieren. Wim schafft es die Implantate wieder zu stabilisieren und KB gesteht ihm, dass ihre Freundschaft zu Fern oft davon geprägt ist, dass diese oftmals wenig Verständnis für ihre Beeinträchtigung durch die Implantate hat. Bei ihrem Weg zu den Anderen werden sie von maschinenartigen Krabbenwesen attackiert; werden aber von Fern und Neel, die die Onyx Cinder wieder an sich nehmen konnten, gerettet. KB und Fern sprechen sich aus und vertragen sich; kurz darauf wird das Raumschiff aber von einer mobilen Müllpresse erfasst und droht zermalmt zu werden. Die Kinder erinnern sich an einen Knopf, den man nach SM-33s Anweisungen niemals drücken dürfe, der dafür sorgt, dass der Rumpf der Onyx Cinder abgesprengt wird und sich als kleines wendigeres Schiff weiter fortbewegen kann. Sie drücken in der Not den Knopf und können mit der neuen kleineren Onyx Cinder von Lanupa entkommen. Da KB die Koordinaten nach At Attin abspeichern konnte, können sie nun endlich die Heimreise antreten.                                                                          |           |                                                          |                                             |                          |                                                |                                  |                              |
| 7 | 7         | Wir bekommen sowas von Ärger                             | We're Gonna Be in So Much Trouble           | 7. Jan. 2025             | 8. Jan. 2025                                   | Lee Isaac Chung                  | Christopher Ford & Jon Watts |
| Die Eltern der Kinder schaffen es auf At Attin mittels eines Senders eine Nachricht über die Barriere des Planeten zu schicken, werden dabei aber von Sicherheitsdroiden erwischt und verhört. Nahezu zeitgleich erreichen die Kinder mit der Onyx Cinder ihren Heimatplaneten; werden aber von Kapitän Brutus‘ Schiff gefangen genommen, der kurz darauf mit seinem Schiff über At Attin eintrifft. Als einer von Brutus‘ Männern bei dem Versuch die Barriere des Planeten zu durchfliegen umkommt, erkennt Jod Na Nawood als einziger, dass die Onyx Cinder der Schlüssel zum Erreichen von At Attin ist; durch ihre altertümliche Bauweise kann nur sie die Barriere unversehrt durchqueren. Jod tötet daraufhin Brutus und gewinnt sich durch sein Wissen die Treue seiner alten Mannschaft zurück. Wim, Neel, Fern und KB schaffen es kurzzeitig, mit der Onyx Cinder vom Schiff der Piraten zu fliehen, müssen jedoch schnell feststellen, dass sich Jod unbemerkt an Bord schleichen konnte. Mit dem Lichtschwert aus Rennods' Versteck bewaffnet, setzt Jod SM-33 damit vorerst außer Gefecht und nimmt die Kinder als seine Geiseln, ehe er At Attin schließlich erreicht. Dort angekommen, wird ihre Ankunft öffentlich durch eine Ansprache des mysteriösen Supervisors des Planeten verkündet; Jod gibt sich zunächst als Gesandten der Republik aus, woraufhin er vor einem geplanten Treffen mit dem Supervisor in die von ihm so begehrte Prägeanstalt von At Attin geführt wird. Während der Pirat sich dort an seinem Goldrausch ergötzt, treffen die Eltern der Kinder, die die Ansprache des Supervisors gehört haben, in einer der Schatzkammern ein, wo sie mit ihren verloren geglaubten Kindern wieder vereint werden, bevor Jod sie mit seinem Lichtschwert bedroht. |           |                                                          |                                             |                          |                                                |                                  |                              |
| 8 | 8         | Die wirklich Guten                                       | The Real Good Guys                          | 14. Jan. 2025            | 15. Jan. 2025                                  | Jon Watts                        | Christopher Ford & Jon Watts |
| Jod gibt sich weiterhin als Abgesandter der Republik aus. Er befiehlt, Wim, Neel und KB, in ihren Quartieren zu bleiben, während er Fern und Fara zum Supervisor bringt, der sich als riesiger Droide entpuppt. Als der Supervisor Jods Behauptung, er sei ein Jedi, widerspricht und offenbart, von der Order 66 erfahren zu haben, ist Jod gezwungen, den Supervisor zu zerstören. Dies verursacht einen Stromausfall in der Stadt und schaltet sämtliche Sicherheitsdroiden ab. Als die Piraten At Attin mit der Absicht überfallen, die Bevölkerung zu versklaven, eilen Wim, Wendle, Neel und KB zur Onyx Cinder. Da jedoch Schiff an Ort und Stelle festgemacht ist, entwickeln Wim und Wendle einen Plan, um Jod abzulenken, damit Wendle die Stromversorgung wiederherstellen kann. Dadurch können KB und eine reparierte SM-33 das Schiff starten und an der Barriere vorbeifliegen und Kh'ymm um Hilfe rufen. Kurz darauf wird die Onyx Cinder von den Piraten abgeschossen. Währenddessen kämpfen Wim, Wendle, Fern und Fara auf At Attin mit Jod. Während Wim und Fern Jod sein Lichtschwert abnehmen, zerstören Wendle und eine mürrische Fara die Barriere. Dadurch können die Streitkräfte der Neuen Republik eintreffen und sich mit den Piraten auseinandersetzen, ihr Schiff abschießen und Jod zwingen, seine Niederlage einzugestehen. Alle eilen dann zur Absturzstelle der Onyx Cinder und finden KB lebend und wohlauf vor. Wim blickt erstaunt zum Himmel auf die Schiffe der Neuen Republik, die auf At Attin ankommen, in dem Moment als die Stromversorgung wiederhergestellt wird. |           |                                                          |                                             |                          |                                                |                                  |                              |

## Genre, Referenzen und Einflüsse
Neben dem maßgeblichen stilistischen Einfluss der Jugend- und Abenteuerfilme des Produktionsstudios Amblin Entertainment; vor allem durch Die Goonies und E.T. – Der Außerirdische, dienen auch verschiedene Medien aus dem Piratenfilm als Inspiration für Star Wars: Skeleton Crew. So verriet Showrunner Jon Watts u. a., dass die Videospiel-Reihe Monkey Island von Lucasfilm Games (damals LucasArts), die er in seiner Kindheit oft gespielt habe, eine zentrale Inspiration für die Vision der Serie gewesen sei; so vor allem „die Möglichkeit, Weltraumpiraten einzubauen“. Auch habe er gemeinsam mit Drehbuchautor Christopher Ford als Vorbereitung für den Entstehungsprozess der Serie zahlreiche Piratenfilme- und Serien der 1920er- und 30er Jahre gesehen. Ebenso werden mehrere Figuren in der Serie als neu interpretierte Versionen der Figuren aus Die Schatzinsel von Robert Louis Stevenson angesehen. So sieht Kevin Erdman von Screen Rant in der Figur des Jod Na Nawood eine alternative Version von Long John Silver; ähnlich wie dieser würde sich Jod den Protagonisten zunächst als vertrauenswürdiger Verbündeter präsentieren, insgeheim jedoch ein ganz eigenes habgieriges Motiv verfolgen. Auch die Figur des Wim kann laut Erdman als Äquivalent zur Figur Jim Hawkins, ebenfalls aus dem Werk von Stevenson betrachtet werden. Das Verwenden eines Piratenkodex, durch den die Figuren in der Serie diverse Situationen lösen und für sich entscheiden können, ist ein bekanntes Motiv aus den Fluch-der-Karibik-Filmen. Der Name des Droiden SM-33 ist des Weiteren eine Anspielung in Leetspeak auf die Figur des Mr. Smee, dem ersten Offizier von Captain Hook in Peter Pan von J. M. Barrie. Außerdem wird über den Planeten At Attin in der Serie mehrfach als „Schatzplanet“ (im Original: „treasure planet“) gesprochen, was als eine Referenz zum Disney-Zeichentrickfilm Der Schatzplanet (Treasure Island) gesehen werden kann, der eine Science-Ficition-Adaption von Die Schatzinsel ist.
In der Postproduktion der Serie, bauten die Tontechniker Matthew Wood und David W. Collins während der Geräuschvertonung der Episoden einen versteckten Verweis auf den Film Jäger des verlorenen Schatzes (1981) von Steven Spielberg ein und verwendeten für die Vertonung der vieräugigen Ratte Snowball, die im Auge von SM-33 wohnt, die originalen, wenn auch leicht abgewandelten Tonaufnahmen des im Film vorkommenden Kapuzineraffen, der später an einer vergifteten Dattel stirbt. Auch gibt es eine kleine Anspielung auf Star-Wars-Erfinder George Lucas’ ersten Spielfilm THX-1138 (1971) in Form der Anzahl der Schatzkammern auf At Attin, die insgesamt 1139 beträgt, und somit nur eine Ziffer von 1138 entfernt ist. Die Figur des Bonjj Phalfa, einer der Hoverbike fahrenden Jugendlichen aus der in ersten und achten Episode, ist ebenfalls eine Hommage an einen Film von George Lucas und ist nach der von Harrison Ford gespielten Hauptfigur Bob Falfa aus American Graffiti (1973) benannt. Das Aussehen des Supervisors von At Attin, der sich in der Serie als riesiger Droide herausstellt, kann als eine Anspielung auf den Computer HAL 9000 aus dem Film 2001: Odyssee im Weltraum (1968) von Stanley Kubrick betrachtet werden.
Für die Kulissen der urbanen Heimatstadt der Kinder auf At Attin ließen sich die Produktionsdesigner Oliver Scholl und Doug Chiang vom Brutalismus, einem Architekturstil der besonders in der Sowjetunion populär wurde, sowie Elementen des französischen Architekten Le Corbusier inspirieren. Ein weiterer optischer Einfluss für die Stadt und deren Häuser war auch hierbei u. a. der Film E.T. – Der Außerirdische.
Ebenso spielt die Serie auch an die Skywalker-Saga, bzw. die Star-Wars-Hauptfilme an, so etwa mit dem Zitat: „Dein Fokus bestimmt deine Realität“ (im Original: „Your focus determines your reality“), welches ursprünglich aus Star Wars: Episode I – Die Dunkle Bedrohung (1999) stammt und dort als Jedi-Weisheit von Qui-Gon Jinn, gespielt von Liam Neeson gesagt wird, wohingegen es in Star Wars: Skeleton Crew Jod Na Nawood ausspricht. Ebenso kann der Moment in der siebten Episode, als selbiger bedrohlich wirkend mit seinem Lichtschwert auf die Kinder und ihre Eltern zugeht, durch die Kameraeinstellung als visuelle Anspielung auf die Szene aus Star Wars: Episode III – Die Rache der Sith (2005) angesehen werden, in der Darth Vader während der sogenannten Order 66 Jedi-Jünglinge ermordet.

## Rezeption

### Kritiken
Die Serie wurde nach der Veröffentlichung der ersten Folgen überwiegend positiv aufgenommen. Auf der Internetseite Rotten Tomatoes erreichte die Serie mit einer Basis von 100 Kritiken eine positive Zustimmungsrate von 90 %. Das US-amerikanische Entertainmentmagazin Variety lobte die Serie mit den Worten: „Skeleton Crew führt Star Wars nur im wörtlichen Sinne an neue Orte. Aber die Show schafft es, ihren begrenzten Auftrag zu erfüllen, und macht eine Star-Wars-Serie, die tatsächlich in der Kindheit verwurzelt ist anstatt Erinnerungen an die eigene zu wecken.“ In der Rezension von Meghan O’Keefe auf dem Filmmagazin Decider wurde insbesondere die Bemühung der Serie positiv hervorgehoben, „das Gefühl des Staunens wiederzuerlangen, das man beim ersten Anschauen des originalen Star Wars fühlte“.
Auch Daniel Fienberg von The Hollywood Reporter erwähnte das „generell unaufgeregte, thematisch leichte, jugendorientierte Abenteuer“ in der Serie lobend und nannte Star Wars: Skeleton Crew als seine liebste Star-Wars-Serie seit dem Start von The Mandalorian, unter der Voraussetzung, dass man das „Mantra akzeptieren“ müsse, dass nicht jede Star-Wars-Serie wie Andor sein müsse, die medial und in der öffentlichen Wahrnehmung oft als beste Star-Wars-Fernsehserie gehandelt wird. Peter Huth von Die Welt sieht besonders die sichtbaren Einflusse von Die Goonies in der Serie als „großartig“ an und sieht die Hauptfiguren als „Spiegelbilder ihres Altersgenossen in jener weit, weit entfernten Galaxis namens „Achtzigerjahre““. Ebenso beurteilte Huth die Authentizität der Darstellung der Kinder in der Serie als überaus gelungen; „Die Jungs sind einfach Jungs. So wie wir Jungs waren […] Dazu das präpubertär irritierende und mutige Mädchen, Fern und [die] hochbegabte Tech-Nerd-Freundin K.B. – das klassische Odd-Friends-Quartett und es funktioniert richtig, richtig gut.“
Kelly Lawler von der USA Today thematisierte in ihrer Rezension die Beeinflussung der Serie durch bekannte Filmproduktionen und bezeichnete Star Wars: Skeleton Crew nicht nur als „eine Star-Wars-Serie“, sondern als „Star Wars plus etwas“ und sah die Genre-Erweiterung des Franchises eher als „Gimmick“. Als nicht gelungen, uninspiriert und ohne nennenswerten Mehrwert für das Star-Wars-Franchise, empfand die Serie Mike Redmond in einer Kritik im Entertainmentmagazin Pajiba und beschrieb Star Wars: Skeleton Crew als „Beleidigung für Kinder und Star Wars“; zwar sei „Star Wars im Stil von Die Goonies […] auf dem Papier verlockend, aber in der Praxis langweilig und leblos“. Des Weiteren schrieb Redmond der Serie zu, „die Definition von Content“ zu sein, wo es „bewegte Bilder und Charaktere, die Worte sagen, während irgendeine Handlung geschieht“, gäbe. André Bose von der deutschen Wochenzeitung Die Zeit nennt die Serie eine „geradlinige Jugendserie“, die Erwachsene aus Nostalgie mitgucken würden und allgemein eine unterhaltsame Serie mit „übersichtliche[r] Erzählung mit vielen Cliffhangern“, obwohl sich die Drehbuchautoren hier und da einige „denkfaule Momente erlauben“ würden.
Kritischere Stimmen kamen z. B. von Zach Handlen in einem Artikel in The Boston Globe, in dem er verdeutlichte, dass Star Wars: Skeleton Crew in seinen Augen trotz ambitionierter Ideen oft ziellos wirke und das Konzept in Form von zwar interessanten Ansätzen, aber einer unausgereiften Umsetzung noch nicht wisse, wie es eine Fernsehserie sein soll. Vulture, das Entertainmentmagazin von The New Yorker sieht in Star Wars: Skeleton Crew eine moderne Wendung, da die Serie auf „selbstreflexive Weise“ durch den Protagonisten Wim, der selbst ein Fan des Jedi-Mythos ist, das „Konzept von Fandom innerhalb der Star-Wars-Galaxis selbst integriert und kommentiert“. Sein Interesse an Jedi-Geschichten sei als Metaebene zu verstehen, in der Fantum als Teil der Persönlichkeit sowohl in Bezug auf Eskapismus, als auch Barriere für soziale Beziehungen dargestellt wird. Neben dem selbstreferentiellen Ansatz, Fantum auch als mögliche Schwäche wahrzunehmen, sei auch der Ansatz, mit der glorifizierenden Darstellung der Jedi zu brechen und deren Werte und vermeintlich unfehlbare Tugendhaftigkeit in Frage zu stellen, wie es bereits schon in The Acolyte angeschnitten wurde, sowie dem Aufbrechen der klassischen Kategorisierung von Machtnutzern in gut und böse, eine zeitgemäße Dimension von Star: Wars Skeleton Crew, die mit den „typischen Star-Wars-Narrativen“ brechen würde.

### Abrufzahlen und Zielgruppe
Trotz der überwiegend positiven Kritiken der Fachpresse und des Publikums, schaffte es Star Wars: Skeleton Crew nicht in die Top-Zehn der amerikanischen Streaming-Charts. Nach der Veröffentlichung der ersten zwei Episoden, erreichte die Serie 382 Mio. geschaute Minuten innerhalb der ersten Woche, und startete somit sogar schlechter als The Acolyte, die mitunter aufgrund zu geringer Abrufzahlen auf Disney+ im August 2024 abgesetzt wurde. Star Wars: Skeleton Crew erreichte in Bezug auf die Veröffentlichung der ersten Episoden ähnlich viele Zuschauer wie die Serie Das Buch von Boba Fett (2021–2022), die im Laufe der Ausstrahlungen der übrigen Episoden immer mehr abnahmen.
Laut Zahlen von Diesel Labs erreichte Star Wars: Skeleton Crew ein deutlich jüngeres Publikum als andere Star-Wars-Serien; so gehörten etwa 62 Prozent der Zuschauer der Generation Z an, während es z. B. bei The Mandalorian nur 30 Prozent waren. Trotz der niedrigen Abrufzahlen sieht etwa das deutschsprachige Onlinemagazin Golem.de die Serie als Erfolg an, da mit Star Wars: Skeleton Crew erstmals ein Publikum erreicht wurde, das sich sonst eher weniger bis gar nicht für Star Wars interessiert. Ebenso positiv zu bewerten sei die Tatsache, dass keinerlei Vorkenntnisse über Star Wars nötig seien, um die Serie vollumfänglich zu verstehen, was besonders bei der Serie Ahsoka (seit 2023) kritisiert wurde, die ohne Vorkenntnisse oder die Sichtung verschiedener Star-Wars-Medien nur schwer nachzuvollziehen war.